# Antoine Guillemet
Pour les articles homonymes, voir Guillemet (homonymie).
Jean Baptiste Antoine Guillemet, né le 30 juin 1841, à Chantilly et mort le 19 mai 1918 à Mareuil-sur-Belle, est un peintre français.
Paysagiste rattaché à l'école de Barbizon, c'est un proche du cercle des impressionnistes.

## Biographie
Né Jean Baptiste Antoine du Rosoy à l'état civil le 30 juin 1841 à Chantilly, il porte le nom de sa mère, Louise du Rosoy, avant d'être reconnu ultérieurement par Arsace Guillemet, un armateur de Rouen, dont il prend le nom par la suite. Élève de Charles-François Daubigny et de Jean-Baptiste Camille Corot, et ami de Manet, Cézanne et Zola, Antoine Guillemet commence sa carrière en 1859 à l'occasion d'une commande pour une copie du tableau de Théodore Géricault, Le Radeau de la Méduse. Il rencontre Paul Cézanne en 1861 et le présente à Édouard Manet. Il fréquente des peintres comme Camille Pissarro, Alfred Stevens, Claude Monet et Gustave Courbet. Entre 1868 et 1869, Manet fait poser Antoine Guillemet pour son tableau Le Balcon (Paris, musée d'Orsay), inspiré d'une rue en basse-ville de Boulogne-sur-Mer.
En 1870, lors du siège de Paris par les Prussiens, Antoine Guillemet s'engage dans la garde mobile comme Gustave Manet, frère de Manet tandis que Édouard Manet s'engage dans la garde nationale sédentaire.
À partir de 1872, sous l'influence de sa longue amitié avec Émile Zola, il se tourne vers le naturalisme. Zola s'inspire des ardeurs révolutionnaires de Guillemet pour créer le personnage de Gagnière dans L'Œuvre.
S'il se voit refusé aux Salons de 1866 et de 1867, le succès et les honneurs viennent vite. Nommé chevalier de la Légion d'honneur en 1880, officier en 1896, commandeur en 1910, il aide Monet et soutient Cézanne. La seule toile de Cézanne reçue au Salon l'est grâce à Guillemet en 1882, alors qu'il est membre du jury. En 1883, il réalise un dessin, intitulé Et pendant que le vieux moulin ne battait que d'une aile, pour illustrer la pièce, Le Rêve d'un Viveur, de Jean-Louis Dubut de Laforest, il est publié dans le recueil de la pièce.
Descendant d'un armateur rouennais, Guillemet découvre, dès 1881, le Cotentin et le Val de Saire, qui lui inspirent des œuvres comme La Plage à Saint-Vaast-la-Hougue exposée au Salon des artistes français de 1881, Morsalines (Salon de 1882), Le Hameau de Landemer (Salon de 1886), La Baie de Morsalines et La Hougue (Salon de 1887), La Chapelle des marins à Saint-Vaast-la-Hougue (Salon de 1888), La Baie de Saint-Vaast et Coup de vent (Salon de 1890), Saint-Vaast-la-Hougue (Salon de 1893), Mer basse sur Saint-Vaast-la-Hougue (Salon de 1895), Barfleur (Salon de 1896), La Tour de la Hougue (Exposition universelle de 1900 à Paris).
À partir de 1900, l'artiste revient à nouveau dans le Nord de la France. Il séjourne à Équihen, village dans lequel réside le peintre Jean-Charles Cazin. Les deux artistes se connaissent depuis les années 1880. Dans ce village, Guillemet réalise de nombreux paysages dont un certain nombre sont achetés par l'État lors de leurs participations aux salons.
En 1905, Antoine Guillemet est vice-président d'honneur du comité exécutif du monument Sisley ayant pour projet l'érection d'un monument artistique à Moret-sur-Loing en hommage à Alfred Sisley, un des précurseurs de l'impressionnisme. Le 11 juillet 1911, il participe à l'inauguration du monument à Moret.
Le musée des Pêcheries de Fécamp conserve un de ses paysages : Le Village de Moret (1876).
Guy de Maupassant lui dédie sa nouvelle Le Baptême en janvier 1884.

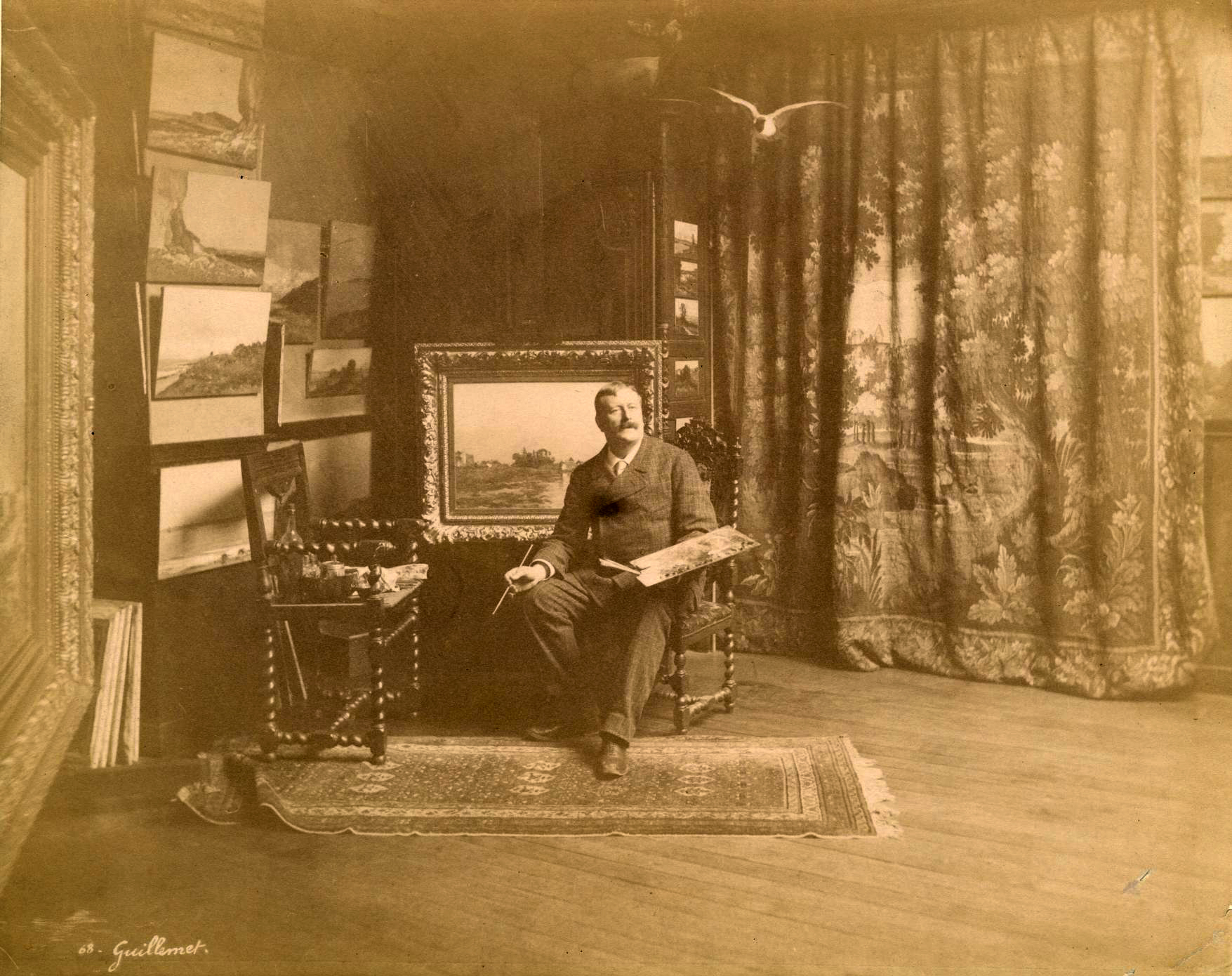
Attribué à Edmond Bénard, Antoine Guillemet dans son atelier (entre 1880 et 1900), photographie, New York, The Frick Collection.
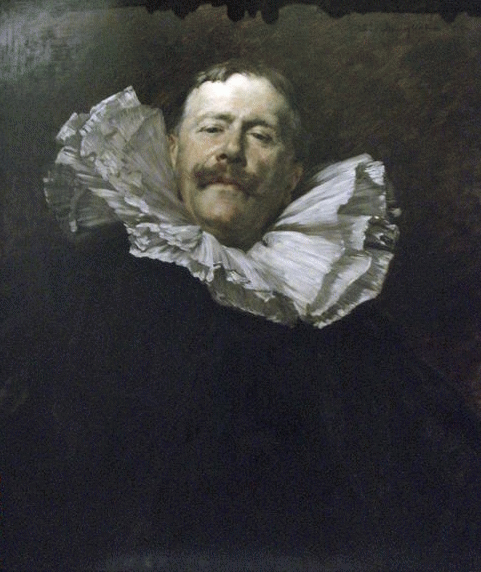
Ferdinand Roybet, Portrait du peintre Antoine Guillemet (1899), Courbevoie, musée Roybet Fould.
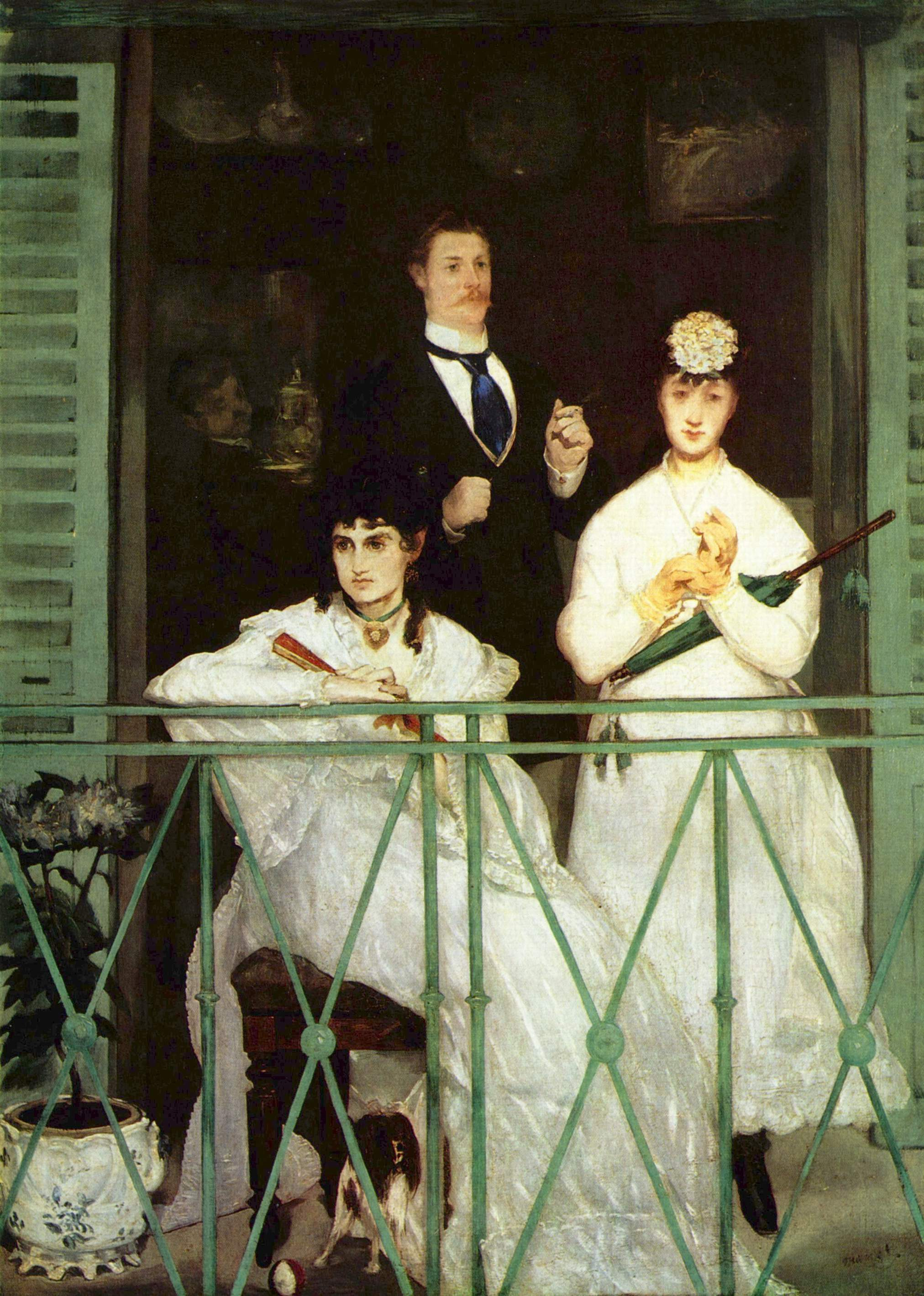
Édouard Manet, Le Balcon (1869), Paris, musée d'Orsay. Antoine Guillemet posant avec Berthe Morisot (assise à gauche) et Fanny Claus.

## Œuvres dans les collections publiques
- Caen, musée des Beaux-Arts : Le Port de Barfleur, huile sur toile.
- Dieppe, Château-musée de Dieppe : Falaises de Puys à marée Basse, 1877
- Fécamp, musée des Pêcheries : Le Village de Moret, 1876, huile sur toile.
- Périgueux, musée d'Art et d'Archéologie du Périgord : Le Loing à Moret, 1900, huile sur toile.

Œuvres d'Antoine Guillemet
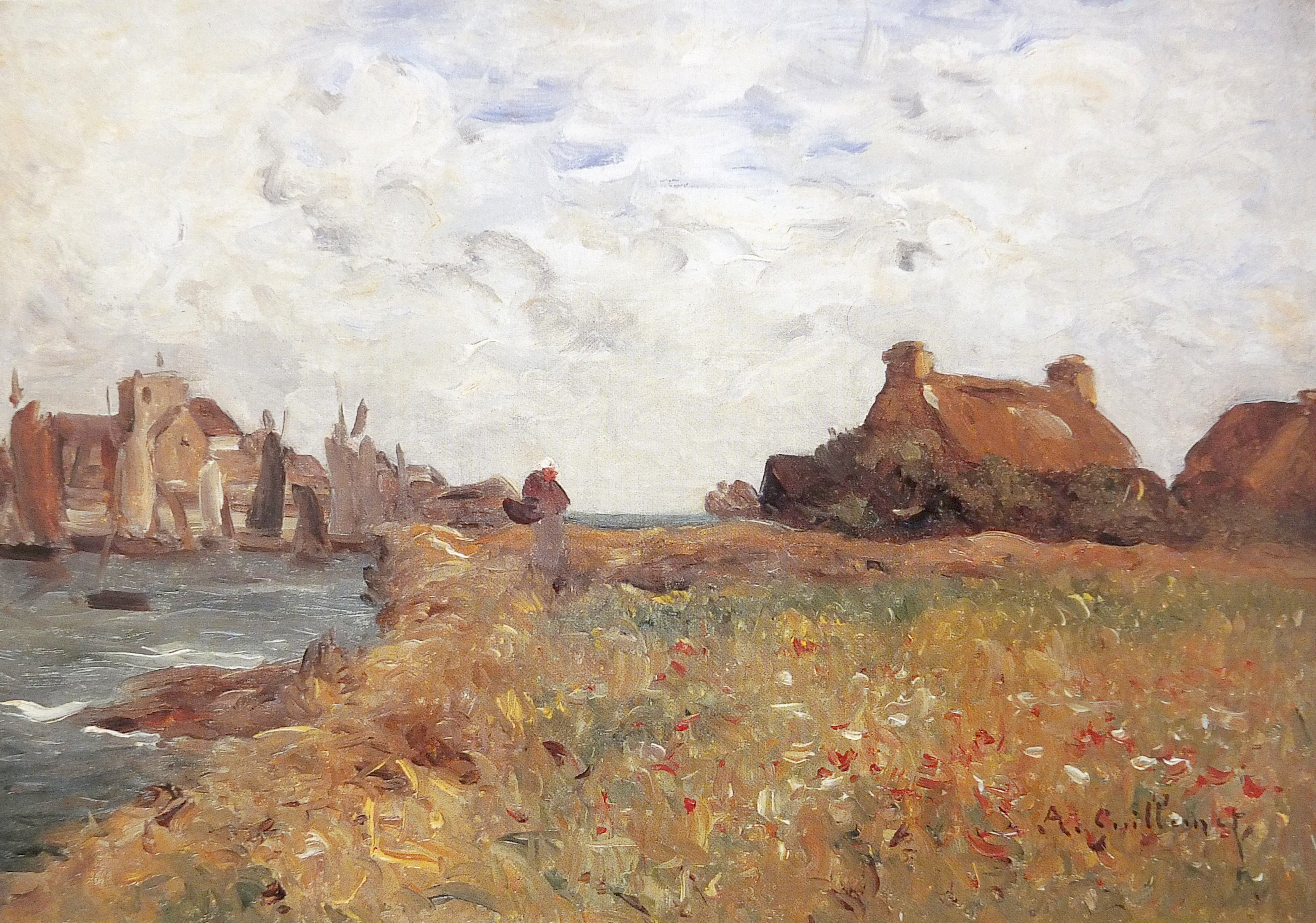
Le Port de Barfleur, musée des Beaux-Arts de Caen.
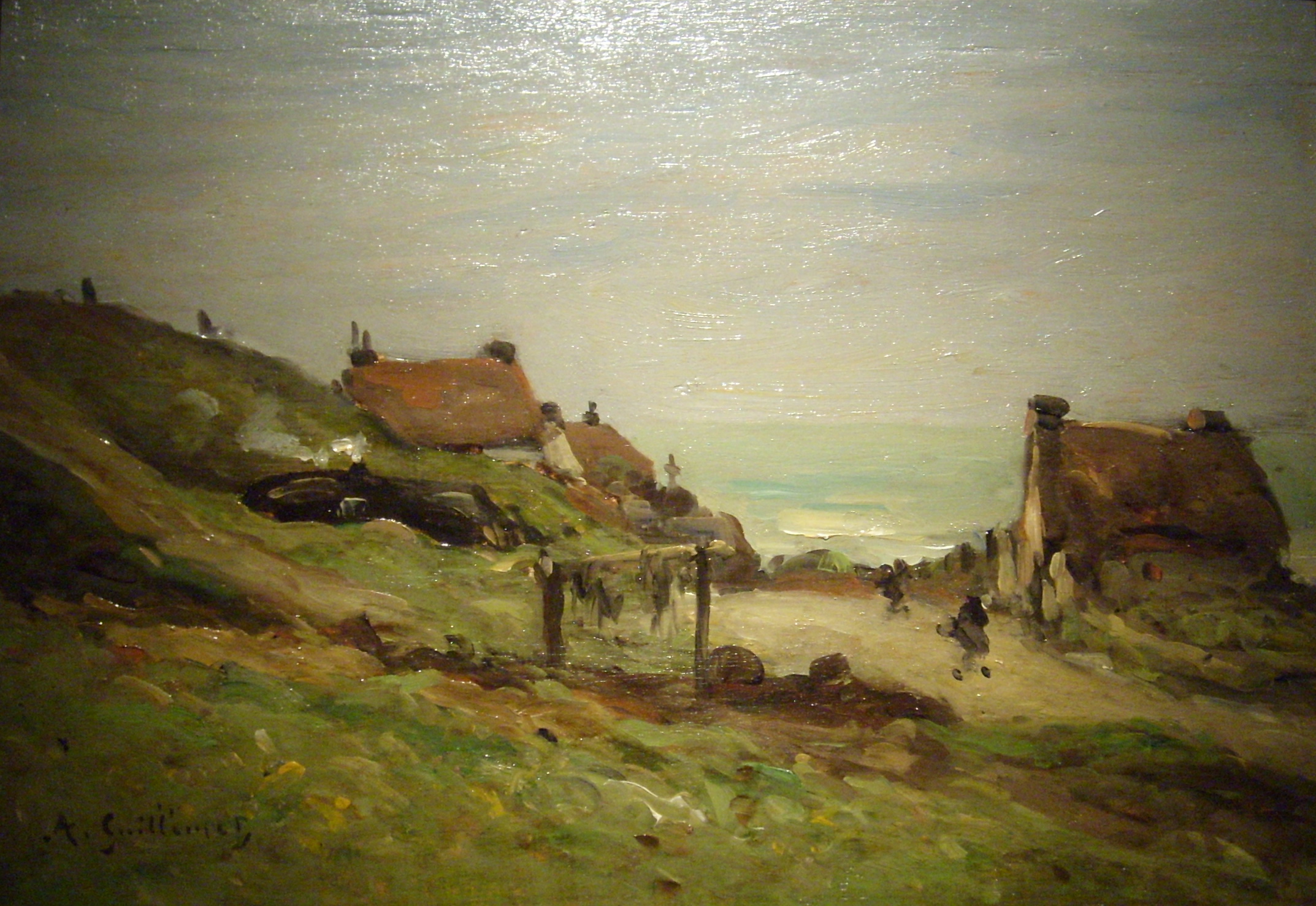
Village de pêcheurs, Cherbourg-en-Cotentin, musée Thomas-Henry.
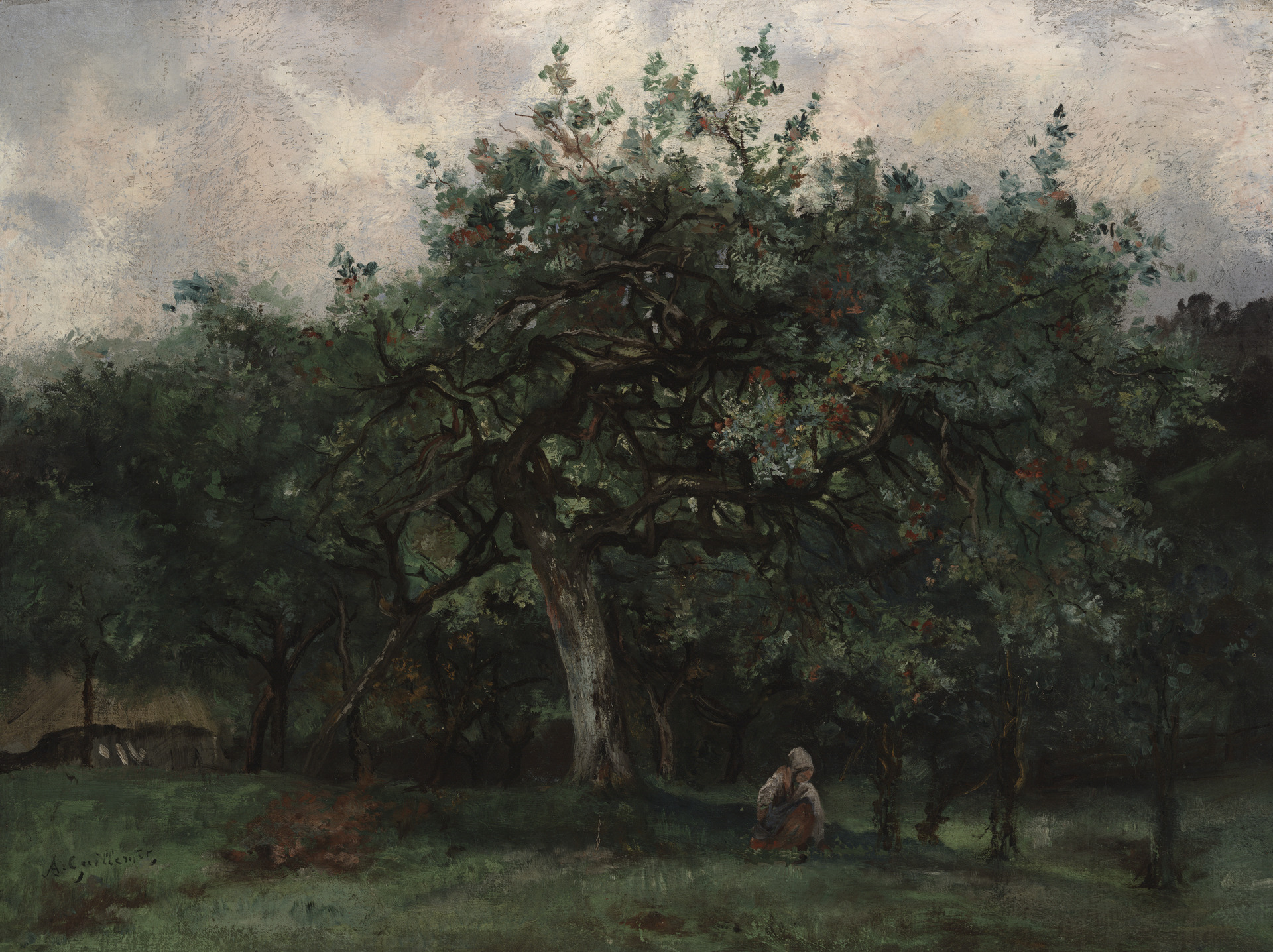
Paysage avec une petite fille, New Haven, Yale University Art Gallery.
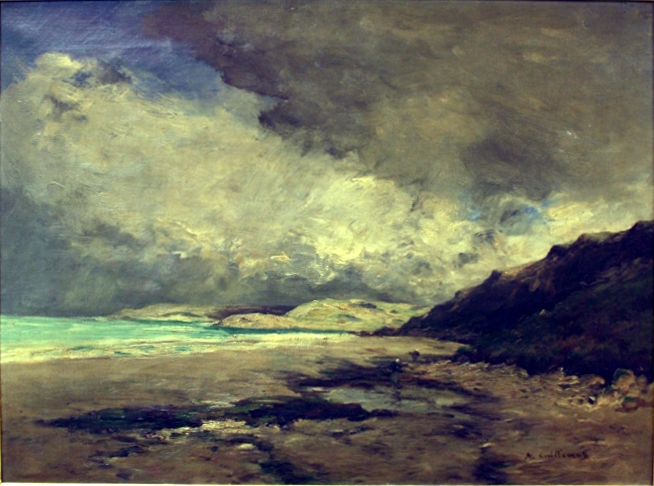
La Plage de Villiers (vers 1912), musée d'Art et d'Archéologie de Valence.

## Élèves
- Émile Cagniart[14].
- Daniel Duchemin
- Gaston Durel
- Amédée Féau
- Gaston Le Mains (1854-1930)
- Jean-Constant Pape (1865-1920)[15],[16].
- Auguste Prévot-Valéri
- Paul Schmitt